# Калагарівська сільська рада
Калага́рівська сільська́ ра́да — адміністративно-територіальна одиниця та орган місцевого самоврядування в Гусятинському районі Тернопільської області. Адміністративний центр — село Калагарівка.

## Загальні відомості
- Територія ради: 29,074 км²
- Населення ради: 1 033 особи (станом на 2001 рік)
- Територією ради протікає річка Збруч

## Населені пункти
Сільській раді були підпорядковані населені пункти:
- с. Калагарівка
- с. Волиця
- с. Крутилів

## Склад ради
Рада складалася з 12 депутатів та голови.
- Голова ради: Вейко Володимир Богданович
- Секретар ради: Шевчук Марія Степанівна

### Керівний склад попередніх скликань
| Прізвище, ім'я, по батькові | Основні відомості                                                               | Дата обрання | Дата звільнення |
| --------------------------- | ------------------------------------------------------------------------------- | ------------ | --------------- |
| Вейко Володимир Богданович  | Сільський голова, 1962 року народження, освіта середня спеціальна, безпартійний | 26.03.2006   | 31.10.2010      |
| Вейко Володимир Богданович  | Сільський голова, 1962 року народження, освіта середня спеціальна, безпартійний | 31.10.2010   |                 |

Примітка: таблиця складена за даними сайту Верховної Ради України

### Депутати
За результатами місцевих виборів 2010 року депутатами ради стали:

#### За суб'єктами висування
| Суб'єкт висування | Кількість обраних депутатів | %   |
| ----------------- | --------------------------- | --- |
| Самовисування     | 12                          | 100 |

#### За округами
| № округу | Прізвище, ім'я, по батькові   | Дата визнання обраним | Освіта  | Партійна приналежність | Відомості про обраного депутата                        |
| -------- | ----------------------------- | --------------------- | ------- | ---------------------- | ------------------------------------------------------ |
| 1        | Марценішен Ольга Євгенівна    | 04.11.2010            | вища    | позапартійна           | загальноосвітня школа І-ІІ ст. с. Калагарівка, вчитель |
| 2        | Половняк Ольга Іванівна       | 04.11.2010            | вища    | позапартійна           | тимчасово не працює                                    |
| 3        | Кочмар Михайло Мирославович   | 04.11.2010            | вища    | позапартійний          | тимчасово не працює                                    |
| 4        | Мазур Ольга Тарасівна         | 04.11.2010            | вища    | позапартійна           | Дитячий садок с. Калагарівка, вихователь               |
| 5        | Гавришко Павло Юрійович       | 04.11.2010            | вища    | позапартійний          | тимчасово не працює                                    |
| 6        | Шевчук Марія Степанівна       | 04.11.2010            | вища    | позапартійна           | Калагарівська сільська рада, секретар                  |
| 7        | Бротський Ярослав Савелійович | 04.11.2010            | вища    | позапартійний          | тимчасово не працює                                    |
| 8        | Ратич Іванна Петрівна         | 04.11.2010            | середня | позапартійна           | Калагарівська сільська рада, техпрацівник              |
| 9        | Магеровська Ганна Іванівна    | 04.11.2010            | вища    | позапартійна           | Калагарівська сільська рада, бухгалтер                 |
| 10       | Хведус Віктор Дмитрович       | 04.11.2010            | вища    | позапартійний          | тимчасово не працює                                    |
| 11       | Мазур Ігор Миколайович        | 04.11.2010            | середня | позапартійний          | Тернопільське вище професійне училище № 4, студент     |
| 12       | Гавришко Михайло Дмитрович    | 04.11.2010            | середня | позапартійний          | тимчасово не працює                                    |